# 印式中餐
印式中餐（Indian Chinese cuisine），或称印度式中国菜，是结合了印度本地风格的中餐，融合印度当地的香料和食材烹饪而成，味道偏向辛辣，以符合当地人民的口味偏好。印式中餐一个重要起源可以追溯到英国殖民时期移居首都加尔各答的华人移民。1960年代中印边境战争后，大批印度华人被迫离开，转而前往一些西方国家，又促进了印式中餐在这些地方传播。

## 特点
印式中餐会使用炒锅炒菜，主食有米饭和面条，肉类选择有限，一般只会使用鸡肉或者海鲜。其他食材的选择趋于印度本土化，例如用印度奶豆腐（Paneer）代替豆腐，用青辣椒代替红辣椒或者花椒，用干蒜代替鲜蒜，用新鲜生姜代替老姜等。印式中餐的佐料丰富，例如红辣椒粉、姜黄粉、咖喱粉、葛拉姆马萨拉、查特马萨拉、酱油、辣椒酱等，不少菜肴因使用了佐料而最终呈现浓郁的红色或者棕色，有的小摊会有食用色素代替酱油上色。

## 典型菜式
- 印度棒棒雞（Chicken lollipop）[6]
- 满洲汤（Manchow soup）：一种用茨粉勾芡的辛辣汤，汤里有脆炒面、鸡肉和蔬菜[7]
- 中式贝尔普里（Chinese bhel）：街头小吃，脆炒面上撒上蔬菜和酱汁[8]
- 印式满洲菜：如满洲鸡（Chicken manchurian）、满洲花椰菜（Gobi manchurian）等，将鸡块、花椰菜等食材裹上玉米淀粉油炸，再淋上含有姜、蒜、香菜和青辣椒的浓稠酱汁，被认为由黄玉堂开创。[9]
- 印式川菜：使用印式四川酱（Schezwan sauce）烹饪的辣味菜肴[10]，如四川炒饭、四川炒面、四川鸡等。该酱类似印度酸辣酱，而非传统的四川辣酱[5]，拼写为“Schezwan”而非常见的“Szechwan”或者“Szechuan”。
- 客家炒面（Hakka noodles）[2]、辣椒鸡（英语：Chilli chicken）[11]等

## 图片集

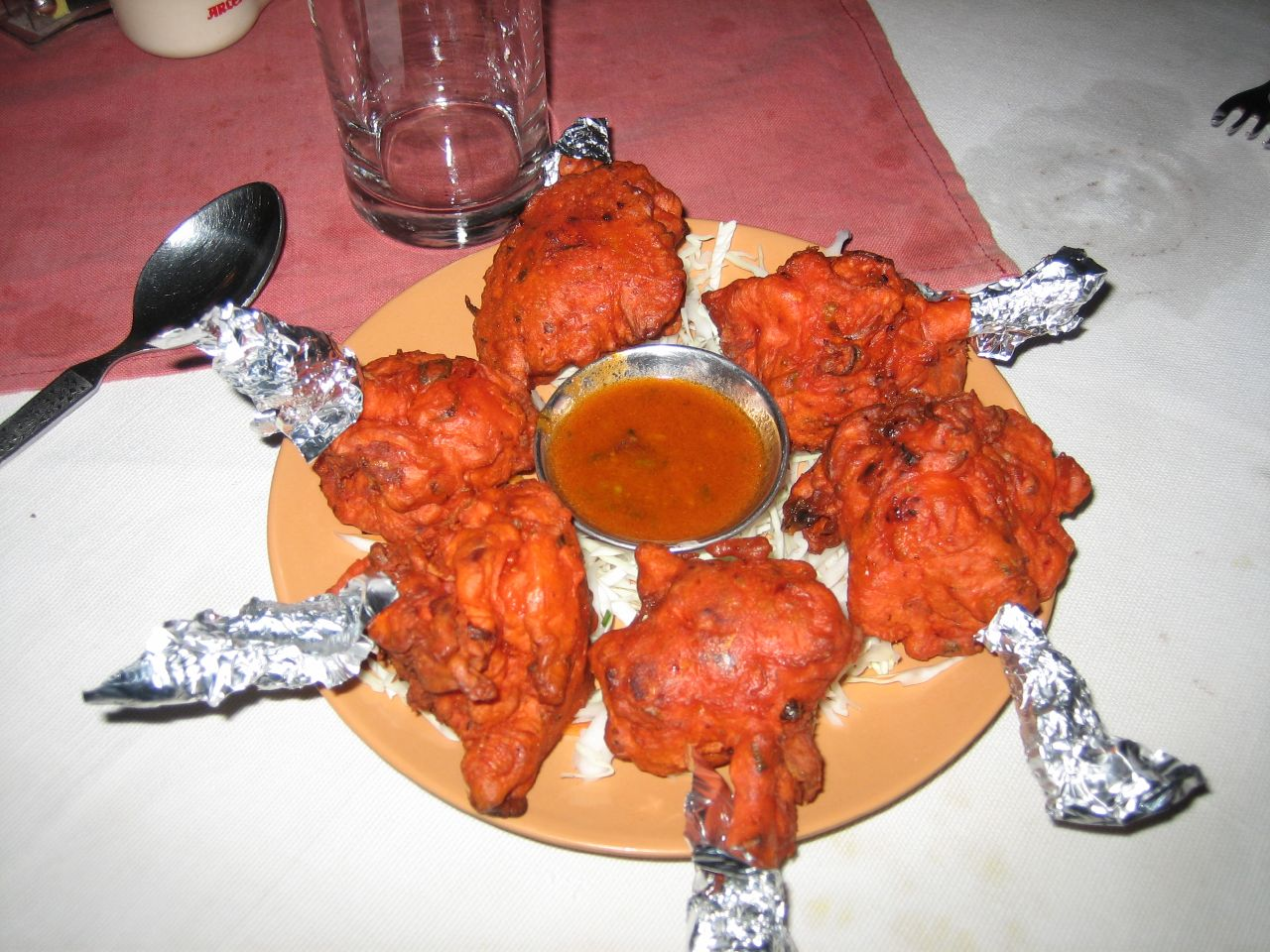
印度棒棒雞
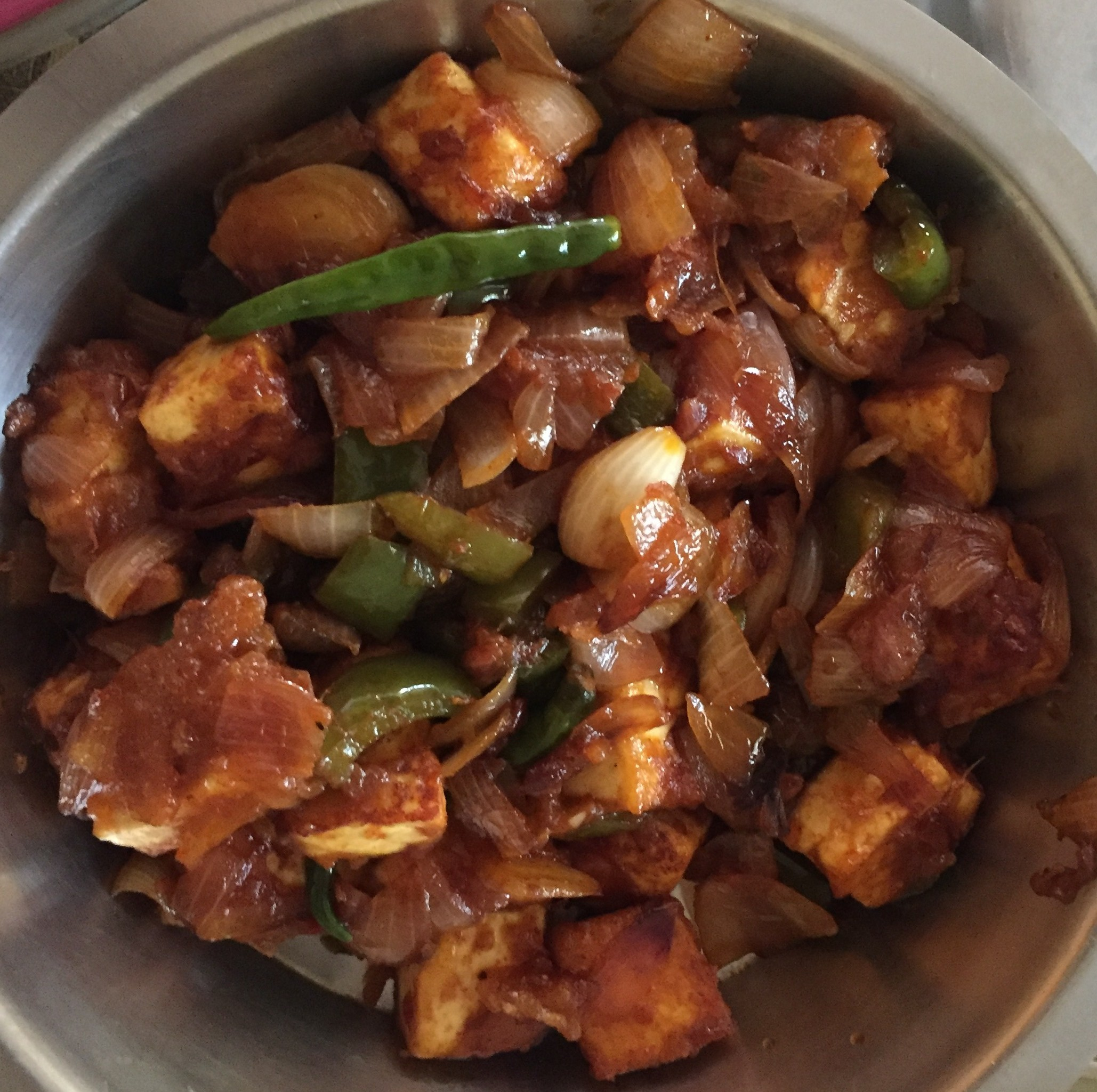
辣印度奶豆腐
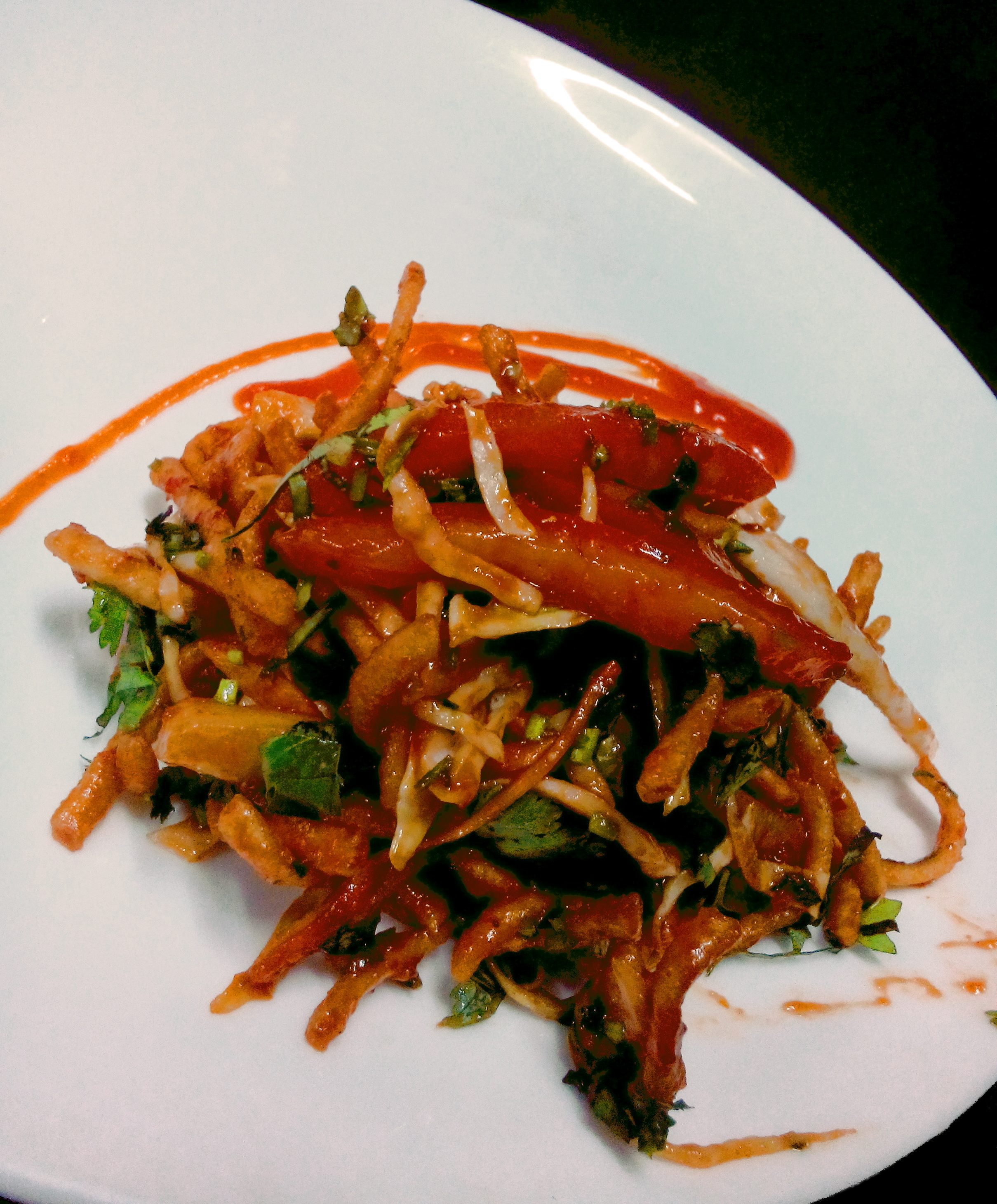
中式贝尔普里
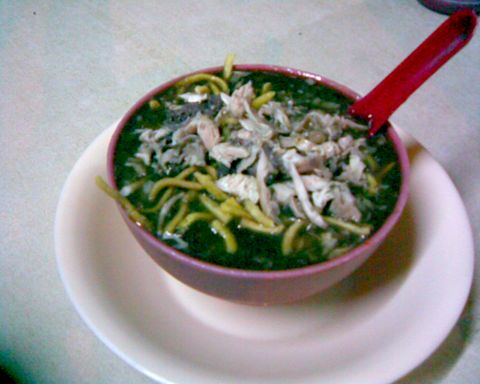
满洲汤
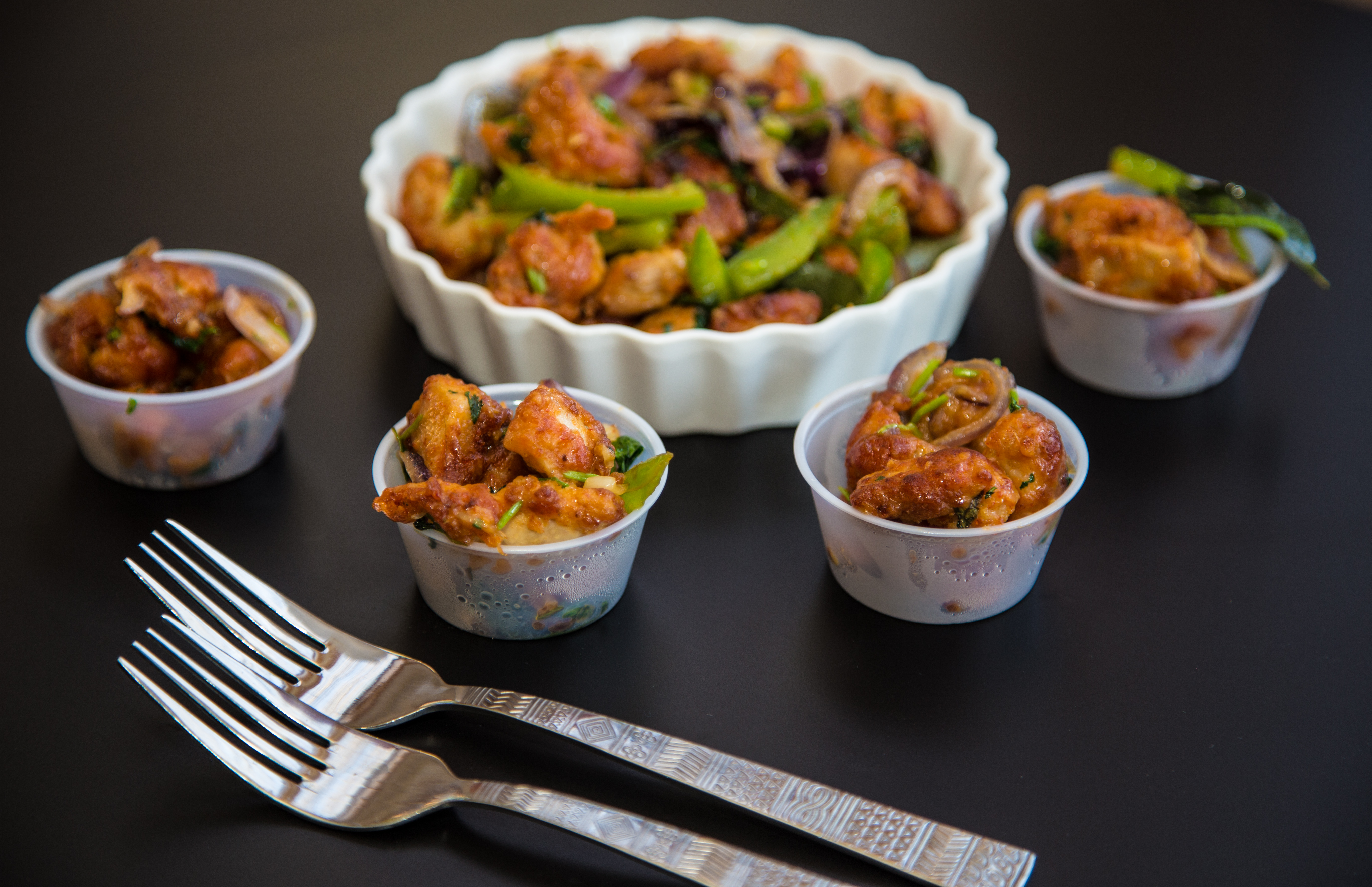
满洲鸡
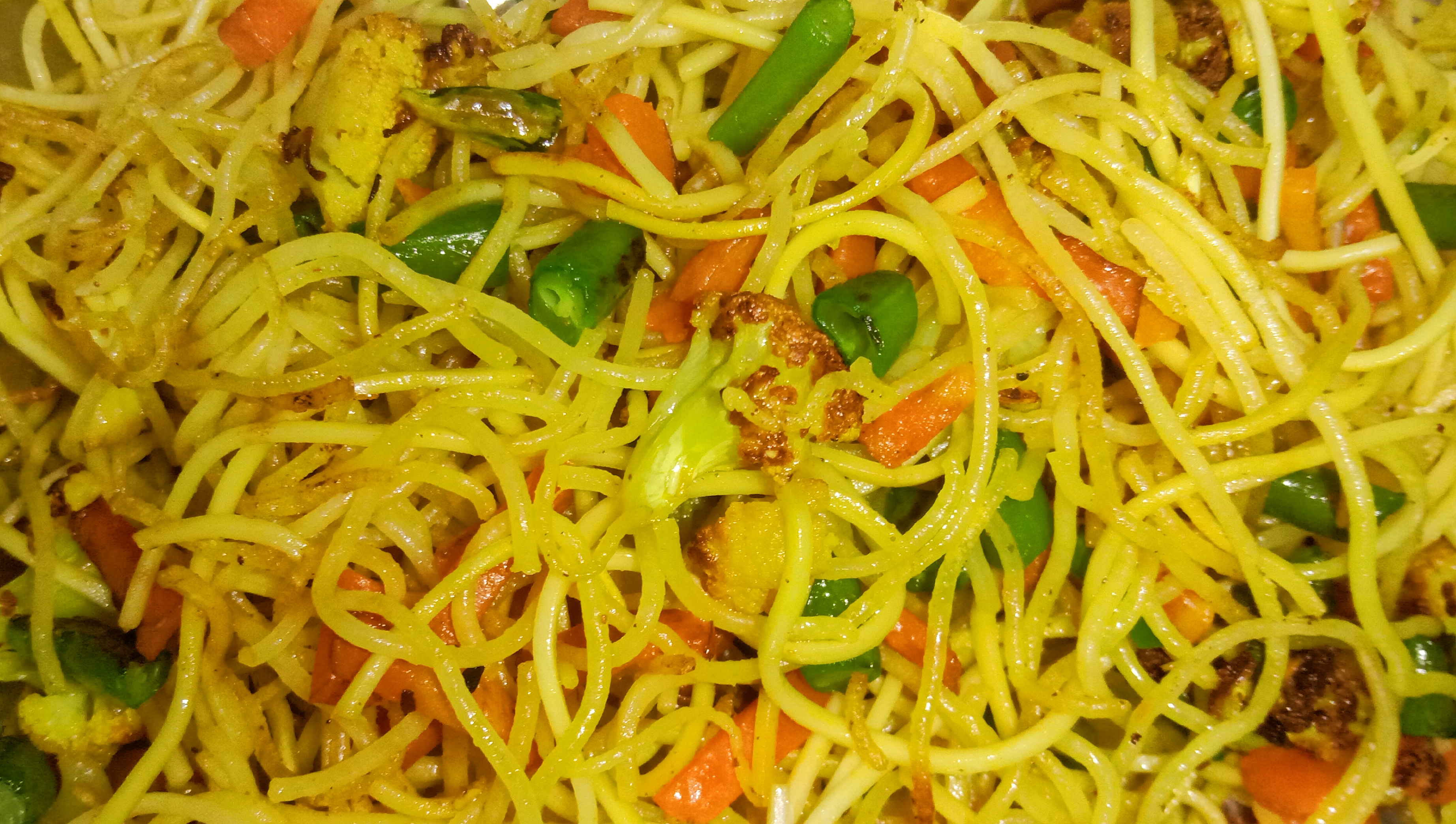
蔬菜炒面